# Římskokatolická církev v Srbsku

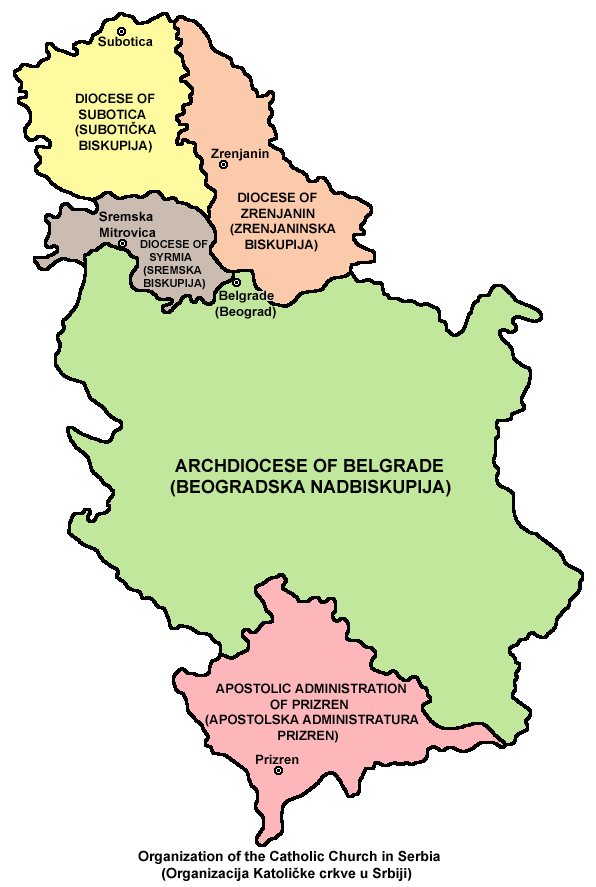
Mapa srbských diecézí:
zelená - arcidiecéze bělehradská
žlutá - diecéze subotická
béžová - diecéze zrenjaninská
růžová - apoštolská administratura prizrenská
hnědá - chorvatská diecéze Djakovo

K římskokatolické církvi se v Srbsku hlásí nevelký počet obyvatel, především ve Vojvodině.

## Struktura
Srbsko tvoří jednu církevní provincii složenou ze tří diecézí. Organizačně mimo provincii stojí apoštolská administratura prizrenská, podřízená přímo Svatému stolci. Srbská část Sremu je součástí chorvatské diecéze Djakovo neboli Bosna a Srem.
- arcidiecéze bělehradská (zal. 9. stol., arcid. 1924) se sufragánními diecézemi:
  - diecéze subotická (vzn. 1968 z apošt. administratury Jugoslávská Bačka)
  - diecéze zrenjaninská (vzn. 1986 z apošt. administratury Jugoslávský Banát)

- apoštolská administratura prizrenská (vzn. 2000 rozdělením diecéze Skopje-Prizren)

Srbští biskupové jsou členy Mezinárodní biskupské konference svatých Cyrila a Metoděje (společně s biskupy Severní Makedonie, Kosova a Černé Hory).